# 本願寺国府別院
本願寺国府別院（ほんがんじこくふべついん）は、新潟県上越市国府にある浄土真宗本願寺派の直属寺院である。

## 概要
親鸞が35歳のときに承元の法難により流罪となり、流刑地として滞在していた由緒ある地域に建てられた別院である。住職は本願寺派門主（西本願寺住職）が兼ねており、実際には輪番が置かれ、住職に代わって寺務を執り行っている。なお、この別院には新潟県上越地方の寺院を管轄する事務所として、国府教区教務所が併設されている。

## 境内
- 本堂 - 一般の寺院とは異なり、中央に阿弥陀如来と親鸞をあわせて安置している珍しい様式である。他にも東京にある真宗大谷派報恩寺や真宗大谷派函館別院でも見られる安置方式である。[1]

## 歴史
- 1637年 - 西本願寺第14代寂如の命をうけ、高田瑞泉寺善珍「親鸞聖人御旧跡」の石碑を建立
- 1681年 - 高田瑞泉寺善珍、「袈裟掛の松」の前に石灯籠１基を寄進（現、右側）
- 1685年 - 直江津勝蓮寺円応、「袈裟掛の松」の前に石灯籠１基を寄進（現、左側）
- 1761年 - 親鸞聖人の500回忌にあたり、高田瑞泉寺と信州塩崎康楽寺が協力し仮小屋を設け「宗祖500回大遠忌」を修行
- 1805年 - 現本堂建立

## 行事など
- 4月15日	御記文法要
- 5月16日	常例布教
- 5月21日	親鸞聖人降誕会
- 6月16日	常例布教
- 7月4日	納骨者総追悼法要
- 7月4日〜6日	報恩講
- 7月16日	常例布教
- 8月16日	常例布教
- 9月　彼岸中の一日	秋季彼岸会
- 10月16日 常例布教
- 11月10日 永代経法要
- 11月16日 常例布教
- 1月16日	御正忌報恩講
- 3月　彼岸中の一日	春季彼岸会